# Pakes
Pakes is een bestuurslaag in het regentschap Bangkalan van de provincie Oost-Java, Indonesië. Pakes telt 2974 inwoners (volkstelling 2010).